# Rena Riffel

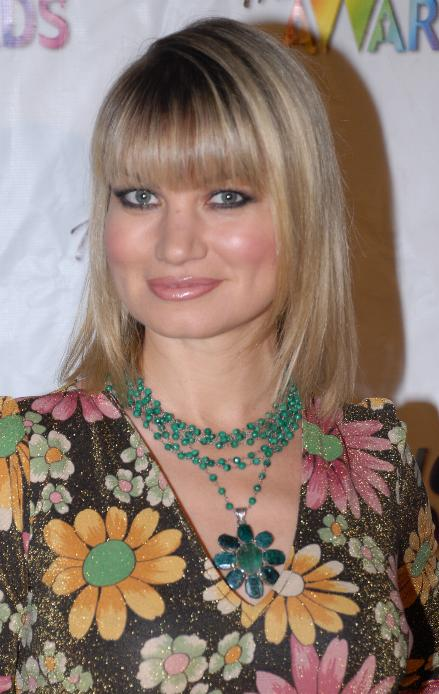
Rena Riffel (2008)

Rena Lynn Riffel (* 5. März 1969 in Inglewood, Kalifornien) ist eine US-amerikanische Schauspielerin, Tänzerin, Regisseurin, Drehbuchautorin und Filmproduzentin.

## Leben und Karriere
Rena Riffel wurde 1969 in Inglewood, Kalifornien geboren. Als sie zwei Jahre alt war, zog ihre Familie mit ihr nach Atascadero. Im Alter von elf Jahren spielte Riffel in dem Musical The King and I von Rodgers und Hammerstein mit.
Ihr Schauspieldebüt feierte sie 1988 in der Fernsehserie Paradise – Ein Mann, ein Colt, vier Kinder, worin sie für in einer Folge eine Prostituierte spielte. Im Jahr 1989 spielte sie in dem Horrorfilm Malediction – Fluch des Dämon die Nebenrolle Erica an der Seite von Robert Forster. Mit Paul Verhoeven Filmdrama Showgirls schaffte Rena Riffel als Penny ihren Durchbruch. Nach diesem Engagement erhielt sie im Jahr darauf die Rolle der Tiffany in Striptease. Dabei stand sie neben Demi Moore, Burt Reynolds und Rumer Willis vor der Kamera. In der Folge Verliebt, verlobt, verratzt von Eine schrecklich nette Familie spielte Riffel ebenfalls eine Stripperin. Im Jahr 1999 verkörperte sie im Horrorfilm Candyman 3 – Der Tag der Toten den Charakter Lina neben Tony Todd der die Hauptrolle Candyman spielte. In David Lynchs Filmdrama Mulholland Drive – Straße der Finsternis (2001) spielte Rena Riffel die Rolle Laney. In diesem Werk stand sie neben Naomi Watts, Laura Harring und Ann Miller vor der Kamera.
Im Jahr 2009 gab Riffel ihr Regiedebüt mit Trasharella, wofür sie das Drehbuch verfasste und als Produzentin tätig war. In diesem Schwarzweißfilm spielte sie selbst die Hauptrolle, und Mary Carey ist in einer Nebenrolle zu sehen. Eine Fortsetzung wurde 2011 unter dem Titel Trasharella Ultra Vixen veröffentlicht. Im selben Jahr wurde die Fortsetzung Showgirls 2: Penny’s from Heaven mit ihr in der Hauptrolle veröffentlicht. Dabei führte sie für dieses Filmdrama Regie, verfasste abermals das Drehbuch und war als Produzentin verantwortlich.

## Filmografie (Auswahl)
- 1988: Paradise – Ein Mann, ein Colt, vier Kinder (Paradise, Fernsehserie, eine Folge)
- 1989: Malediction – Fluch des Dämon (Satan's Princess)
- 1995: Showgirls
- 1996: Striptease
- 1997: Eine schrecklich nette Familie (Married with Children, Fernsehserie, Folge 11x23 Verliebt, verlobt, verratzt)
- 1999: Candyman 3 – Der Tag der Toten (Candyman 3: Day of Dead)
- 2000: Pretender (Fernsehserie, Folge 4x11 Cold Dick)
- 2001: Mulholland Drive – Straße der Finsternis (Mulholland Drive)
- 2009: Trasharella
- 2011: Showgirls 2: Penny’s from Heaven